# Курок Віра Панасівна
Віра Панасівна Курок (нар. 13 лютого 1958 року, с. Мутин Кролевецького району Сумської області) — українська науковиця, фахівчиня у галузі технічної механіки, доктор педагогічних наук (2013), професорка (2015), Заслужений працівник освіти України (2009), член-кореспондент Національної академії педагогічних наук України (2019).

## Походження та навчання
Віра Курок народилася 1958 року в с. Мутин Кролевецького району на Сумщині.
У 1981 році закінчила Київський політехнічний інститут (нині Національний технічний університет України «Київський політехнічний інститут імені Ігоря Сікорського») за спеціальністю «Технологія машинобудування, металорізальні верстати та інструменти».
З 1990 по 1993 років навчалася в аспірантурі Київського державного педагогічного інституту імені М. О. Горького (нині Національний педагогічний університет ім. М. П. Драгоманова).

## Наукова діяльність
Навчаючись на останньому році аспірантури Віра Курок захистила кандидатську дисертацію «Цілісна система загальнотехнічної підготовки вчителя трудового і професійного навчання» за спеціальністю. 13.00.01 — Загальна педагогіка та історія педагогіки. У 1997 р. отримала вчене звання доцента.
Відразу ж почала працювати у Глухівському державному педагогічному інституті імені Сергеєва-Ценського. У 1999 році була призначена завідувачем кафедри машинознавства (нині — кафедра технологічної та професійної освіти Глухівського національного педагогічного університету імені Олександра Довженка).
У 2014 році вчена у Черкаському національному університеті імені Богдана Хмельницького захистила докторську дисертацію «Теоретико-методологічні засади інженерної підготовки майбутніх учителів трудового навчання» за спеціальністю 13.00.04 — Теорія і методика професійної освіти. Віра Курок має вчене звання професора з 2015 року.
У грудні 2019 року обрана членом-кореспондентом Національної академії педагогічних наук України по відділенню професійної освіти і освіти дорослих.

### Наукова школа
У 2014 році була заснована наукова школа Віри Курок «Інженерна підготовка майбутніх учителів трудового навчання».
Під керівництвом ученої, яка здійснює наукове консультування дисертаційних досліджень на здобуття наукових ступенів доктора філософії та доктора педагогічних наук, захищено три дисертації на здобуття наукового ступеня кандидата педагогічних наук (13.00.04). Вона голова спеціалізованої вченої ради Д 56.146.01 у Глухівському національному педагогічному університеті імені Олександра Довженка з правом прийняття до розгляду та проведення захисту дисертацій на здобуття наукового ступеня доктора (кандидата) педагогічних наук за спеціальністю 13.00.04 — теорія і методика професійної освіти та член спеціалізованої вченої ради Д 55.053.01 у Сумському державному педагогічному університеті імені А. С. Макаренка.
Віра Курок обрана заступницею голови галузевої конкурсної комісії Всеукраїнського конкурсу студентських наукових робіт зі спеціальності «Технологічна освіта». Вона також входить до складу журі Всеукраїнської олімпіади з технологічної освіти.
Крім того, входить до редколегії журналів Journal of Current Approaches in Language, Education and Social Sciences та «Вісника Глухівського національного педагогічного університету імені Олександра Довженка».

### Наукові публікації
Віра Курок є автором понад 150 навчальних посібників та наукових праць:
Монографії, наукові збірники, наукові статті
- Vira Kurok. Профессиональная пподготовка будущих учителей технологий на этапе вхождения Украины в европейское образовательное пространство / Vira Kurok, Galyna Voitelieva // SOCIETY INTEGRATION. Education. Proceedings of the International Scientific Conference. Volume I, May 26th 27th , 2017. Rezekne, Rezekne Academy of Technologies, 2017. P. 249 259. (ISI Web of Science)
- Курок В. П., Литвинова Н. В. Професійна компетентність майбутніх педагогів професійного навчання будівельного профілю: теорія і практика формування в процесі виробничої практики: монографія. Суми, 2019. 252 с.
- Курок В. П., Хоруженко Т. А. Глухівський учительський інститут як осередок зародження технологічної освіти на теренах України. Професійна підготовка сучасного вчителя трудового навчання та технологій: монографія. Умань, 2019.
- Курок В. П. Інженерна підготовка майбутніх учителів трудового навчання: теорія і практика: монографія. Глухів, 2012. 376 с.
- Педагогічна майстерність: проблеми, пошуки, перспективи: монографія. Глухів, 2005. 234 с.

Навчальні видання (підручники та посібники)
- Курок В. П. Технічна механіка. Курс лекцій: навч. посіб. Вид. 2-ге, переробл. і допов. Глухів, 2019. 272 с.
- Курок В. П., Медвідь С. С. Технічна механіка: практичні заняття: навч. посіб. Вид. 2-ге, переробл. і допов. Глухів, 2019. 158 с.
- Курок В. П., Воїтелєва Г. О. Наукові дослідження в підготовці майбутніх учителів трудового навчання та технологій: навч. посіб. Глухів, 2018. 270 с.
- Курок В. П., Воїтелєва Г. О. Технологічна практика студентів: навчально-методичний посібник. Глухів, 2017. 128 с.
- Курок В. П. Теорія механізмів і машин: практичні роботи. Глухів, 2015. 107 с.
- Курок В. П., Воїтелєва Г. О. Навчально-методичний посібник до виконання курсових робіт з методики професійного навчання для студентів денної, заочної форм навчання напряму підготовки 6.010104 Професійна освіта та методики викладання спецпредметів для студентів спеціальності 7.010101401 Професійна освіта. Глухів, 2015. 36 с.
- Курок В. П. Стандартизація, управління якістю та сертифікація: навч. посіб. для студ. факультету технолог. і профес. навч. /В. П. Курок, В. М. Галай ; за ред. В. П. Курок. Глухів, 2013. 186 с.
- Курок В. П. Історія техніки: навч. посіб. / О. І. Курок, В. П. Курок, В. М. Галай ; за ред. В. П. Курок. Глухів, 2013. 162 с.

## Нагороди
- Заслужений працівник освіти України (2009)[4],
- Відмінник освіти України (2004),
- Почесна Грамота Міністерства освіти України (1994),
- Знак «За наукові досягнення» Міністерством освіти і науки України (2009),
- Почесна Грамота Академії педагогічних наук України,
- Почесна Грамота Верховної Ради України.